# Vara de Rey
Vara de Rey – gmina w Hiszpanii, w prowincji Cuenca, w Kastylii-La Mancha, o powierzchni 127,88 km². W 2011 roku gmina liczyła 611 mieszkańców.